# Siegfried Translateur
Siegfried Translateur   (Pokój, 19 de juny de 1875 - Theresienstadt, 1 de març de 1944) va ser un director d'orquestra i compositor alemany de valsos, marxes i altres músiques de ball lleuger. Avui és més famós pel seu vals Wiener Praterleben, que es va popularitzar com a Sportpalastwalzer a Berlín dels anys vint.

## Biografia
Siegfried Translateur va néixer a Carlsruhe, a l'Alta Silèsia, a la província de Silèsia, Regne de Prússia, Imperi Alemany (Pokój a Polònia), fill natural de Rosaline Translateur (1858 a Lublin, Governació de Lublin, a la Polònia del Congrés, Imperi Rus - 1934, Moravský Krumlov) i pare desconegut, i fill adoptat del seu marit posterior, l'ḥazzān Salomon Lagodzinsky (c.1857, [?] - 1915). Va començar els seus estudis musicals a Breslau, Viena i Leipzig, i també va aprendre d'un compositor francès de música de ball, Émile Waldteufel. El 1900 es va traslladar a Berlín, on es va convertir en director d'orquestra. La música d'entreteniment de Translateur es va fer cada vegada més popular; la seva orquestra va tocar en gires internacionals i fins i tot en presència de l'emperador Guillem II. El 1911 va fundar la companyia editorial Lyra a Berlín-Wilmersdorf. Va publicar sobretot obres seves, però també composicions de José Armándola, Marc Roland, Franz von Blon i Paul Lincke, entre d'altres. El fill de Translateur, Hans Translateur, més tard es va unir al seu pare en el negoci, i l'editorial va passar a anomenar-se "Lyra Translateur & Co".
Després de la presa del poder nazi el 1933, Translateur, havent estat considerat un "mig jueu" (Mischling) per les lleis de Nuremberg, va ser obligat a liquidar "Lyra" i va ser exclòs de la Cambra de Música del Reich, cosa que significava una prohibició professional. Va vendre la seva editorial a l'editorial londinenca Bosworth el 1938. No se sap molt del que li va passar després. Translateur, juntament amb la seva dona, van ser deportats de Berlín al camp de concentració de Theresienstadt el 19 d'abril de 1943. Va morir allà l'1 de març de 1944, a l'edat de seixanta-vuit anys.

## Obres
Autor d'unes 200 obres, la peça més famosa de Translateur continua sent el vals de Wiener Praterleben (opus 12), que va escriure el 1892 a l'edat de disset anys mentre assistia al conservatori de Viena. Es va fer àmpliament conegut com el Sportpalastwalzer ("Vals del Palau d'Esports"), perquè s'ha interpretat regularment durant les curses de cicles "Sis dies" a "l'Esportpalast" de Berlín a partir de 1923. Fins avui es toca a la pista de ciclisme actual del Velòdrom.
Moltes de les seves obres es van titular en referència a un esdeveniment d'actualitat, com ara el quadrilla guerrer alemany per a piano, opus 45 i Automotive march per a orquestra, Op 154.